# Tasmabrochus
Tasmabrochus là một chi nhện trong họ Amphinectidae. Chúng thường xuất hiện ở Tasmania.

## Các loài
- Tasmabrochus cranstoni Davies, 2002
- Tasmabrochus montanus Davies, 2002
- Tasmabrochus turnerae Davies, 2002